# Jarkko Immonen
Jarkko Immonen, född 19 april 1982 i Rantasalmi i Finland, är en finländsk före detta ishockeyspelare som för närvarande spelar för den schweiziska klubben EV Zug i NLA. Han var med och vann VM guld med Finland 2011, där han vann skytteligan. Immonen sköt nio mål i vm ishockey 2011. Han avslutade sin karriär i maj 2024. 

## Klubbar
- SaPKo 1996–2000
- TuTo 2000–2001
- Ässät 2001–2002
- JYP 2002–2005, 2007–2009
- Hartford Wolf Pack 2005–2007
- New York Rangers 2005–2007
- AK Bars Kazan 2009–2013
- Torpedo Nizjnij Novgorod 2013–2015
- EV Zug 2015–